# TV Bandeirantes São Paulo
La TV Bandeirantes São Paulo es una emisora de televisión brasileña com sede en São Paulo, SP. Generadora de la Rede Bandeirantes, ocupa los canales 13 VHF analógico y 23 UHF digital.

## Programación propia
Grande São Paulo y Baixada Santista
- Jogo Aberto: Programa deportivo; se emite de lunes a viernes de 12h30 a 13h00 para SP y de 11h00 a 12h30 en red nacional.
- Os Donos da Bola: Informativo local de la ciudad, donde se suelen tocar temas del ámbito deportivo. Es conducido por Neto. Se emite de lunes a viernes de 13h00 a 14h30.
- Brasil Urgente: Informativo dedicado especialmente al área policial y del estado del tránsito. Conduce: Joel Datena. De lunes a viernes a las 16h00 en red nacional y a las 18h50 continúa su emisión para SP. (en este último caso, horario aplicado al día sábado)

- Datos: Q8241419